# Them Crooked Vultures (album)
 (février 2021).
Pour le groupe, voir Them Crooked Vultures.
Them Crooked Vultures est le premier album du groupe du même nom. Il sort le 17 novembre 2009.

## Titres
1. No One Loves Me & Neither Do I (5:10)
2. Mind Eraser, No Chaser (4:07)
3. New Fang (3:49)
4. Dead End Friends (3:15)
5. Elephants (6:50)
6. Scumbag Blues (4:27)
7. Bandoliers (5:43)
8. Reptiles (4:16)
9. Interlude With Ludes (3:44)
10. Warsaw Or The First Breath You Take After You Give Up (7:50)
11. Caligulove (4:55)
12. Gunman (4:45)
13. Spinning In Daffodils (7:28)

## Musiciens
- Josh Homme – chant, guitare, production
- John Paul Jones – basse, claviers, piano, clavinet, optigan, mandoline, chœurs, production
- Dave Grohl – batterie, percussions, chœurs, production

### Musicien additionnel
- Alain Johannes – chœurs sur Dead End Friends, Reptiles et Interlude with Ludes

## Certifications
| Pays                    | Certification |
| ----------------------- | ------------- |
| Australie (ARIA)        | Or            |
| Canada (Music Canada)   | Platine       |
| Nouvelle-Zélande (RMNZ) | Or            |
| Royaume-Uni (BPI)       | Or            |